# Catagonus wagneri
El pecarí quimilero, taguá o pecarí del Chaco (Catagonus wagneri), es una especie de mamífero artiodáctilo de la familia Tayassuidae, la de mayores dimensiones dentro de la familia. Otros nombres que recibe son: jabalí solitario u orejudo, chancho moro o collarejo.

## Hábitat
Catagonus wagneri es endémico del Distrito fitogeográfico Chaqueño Occidental de la Provincia fitogeográfica Chaqueña. El Gran Chaco es un área de 140 000 km² dominado por árboles y arbustos espinosos. El pecarí quimilero ha desarrollado adaptaciones a este ambiente como los senos nasales, que le permiten combatir las condiciones secas y polvorientas. Además, sus patas son pequeñas lo que le permite manejarse bien entre las plantas espinosas.

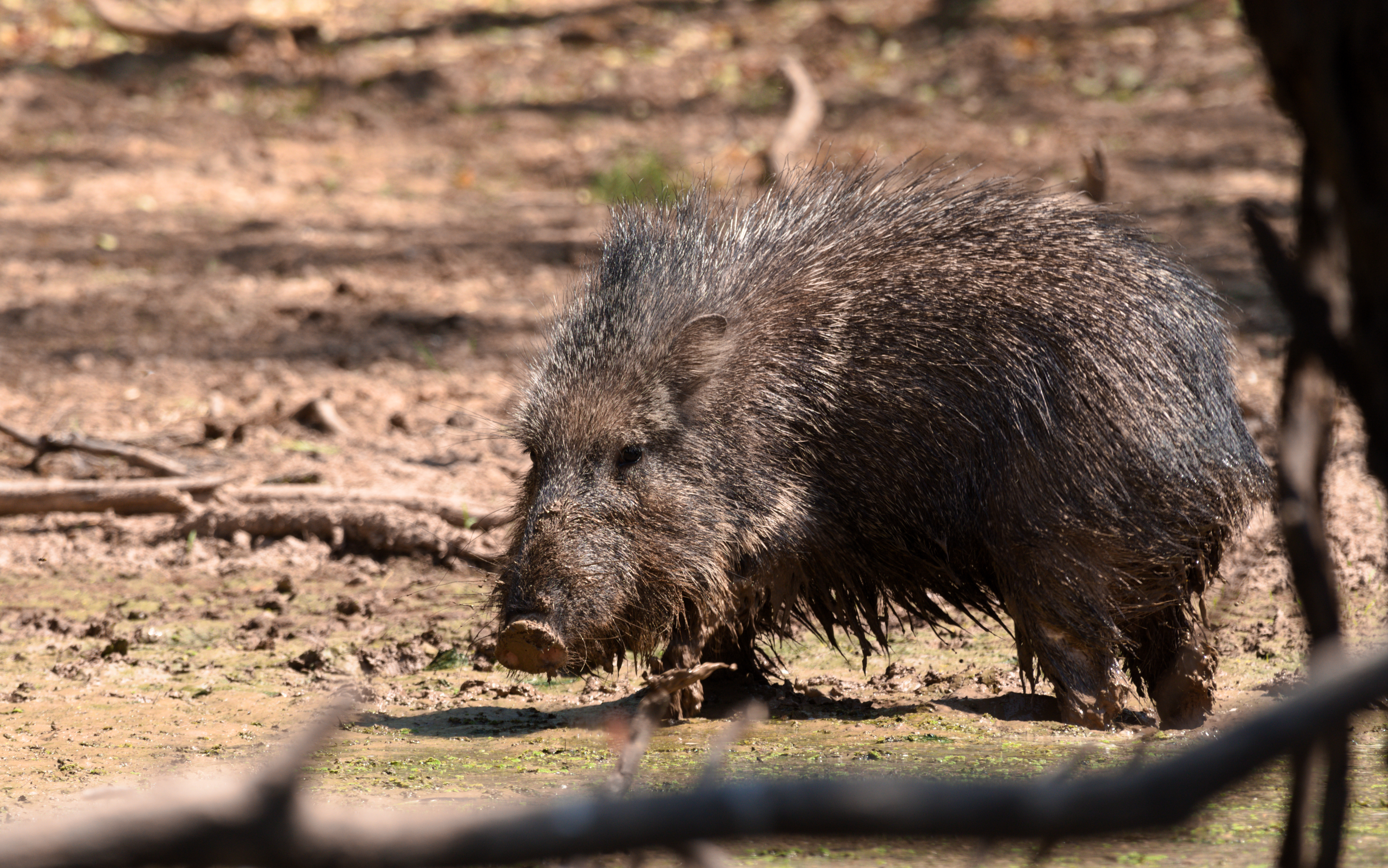
Catagonus wagneri

C. wagneri habita en el oeste del Paraguay (específicamente en el departamento de Boquerón y del Alto Paraguay), sudeste de Bolivia, y en el centro-norte de Argentina. Hasta hace poco tiempo se pensaba que su distribución en Argentina iba desde Formosa hasta Santiago del Estero pero trabajos recientes han mostrado su presencia más al sur, hasta el norte y oeste de la provincia de Córdoba.

## Características físicas
El pecarí quimilero es la más grande de las tres especies de pecaríes generalmente aceptadas y tiene muchas características similares a los cerdos. Llega a tener una longitud promedio de 1,1 m. 
Es un ungulado con un hocico duro y coriáceo. El pelo de cerdas es generalmente de color marrón a casi gris. Una franja oscura corre por la parte posterior, y en los hombros tiene pelaje blanco. Los quimileros se diferencian de otras especies de pecaríes por tener orejas, hocicos y colas más largos. Además tiene pelos blancos alrededor de la boca, a diferencia de otros pecaríes. 
C. wagneri tiene un tercer dedo en el pie trasero, mientras que otros pecaríes solo tienen dos. Los dientes hipsodontes siguen esta fórmula dental: 2/3, 1/1, 3/3, 3/3. Los caninos superiores muestran el rasgo distintivo de los pecaríes, apuntando hacia abajo en lugar de hacia afuera y hacia arriba como otros Suiformes.   
Cuando el pecarí quimilero está nervioso o asustado, huye y levanta los pelos de su espalda. Mientras escapa, rocía secreciones de sus glándulas dorsales, lo que puede ser una señal para que otros pecaríes mantengan unido al grupo a través del denso arbusto.

## Reproducción
Las crías generalmente nacen entre septiembre y diciembre, pero se han encontrado camadas casi todo el año. Los nacimientos se han relacionado con períodos de abundancia de alimentos y lluvia. La cantidad promedio de embriones que se ha registrado es aproximadamente 2,72. Las hembras pueden dejar la manada para dar a luz y luego regresar después. Los recién nacidos son precoces, siendo capaces de correr apenas algunas horas después del nacimiento. El pelaje de los jóvenes se asemeja al de los adultos. No hay dimorfismo sexual.

## Comportamiento
Los pecaríes quimileros a menudo viajan en manadas de hasta 20 individuos. Están activos durante el día, especialmente por la mañana, cuando es más probable que viajen.
Estos mamíferos se comunican mediante diversos sonidos, que van desde gruñidos a castañeo de dientes. Aunque los individuos pueden exhibir ocasionalmente un comportamiento agresivo como embestir y morder, esta especie no es tan agresiva como otras.
Como estrategia defensiva, los miembros de una manada pueden alinearse en un muro defensivo; esto hace que las manadas sean objetivos más difíciles para los cazadores. El pecarí quimilero produce una sustancia lechosa y olorosa que utiliza para marcar árboles y arbustos. La sustancia es secretada por glándulas situadas en el dorso y se dispersa mediante el roce. Frecuentemente se bañan en barro o tierra y defecan en "estaciones" particulares.

## Alimentación
Estos pecaríes se alimentan de varias especies de cactus, como Cleistocactus baumannii y Opuntia discolor. Utiliza su resistente hocico para hacer rodar los cactus en el suelo y así sacarles las espinas. También puede arrancar las espinas con sus dientes y escupirlas. Sus riñones están especializados en descomponer los ácidos de los cactus. Sus estómagos de dos cámaras también son adecuados para digerir alimentos difíciles. A veces pasta raíces de bromelia, vainas de acacia y flores de cactus caídas. Esta especie de pecarí busca piedras de sal formadas a partir de hormigueros y proyectos de construcción. El pecarí quimilero obtiene minerales esenciales como calcio, magnesio y cloro de las piedras de sal.

## Descubrimiento
En 1930, el naturalista Carlos Rusconi publica su trabajo "Las especies fósiles argentinas de pecaríes (Tayassuidae) y sus relaciones con las de Brasil y Norteamérica" donde se describen por primera vez fósiles de C. wagneri  encontrados en un sitio arqueológico de Santiago del Estero, Argentina. 
Por varias décadas fue considerada una especie extinta, hasta que en los años 1970 el zoólogo Ralph Wetzel, encuentra ejemplares vivos en el Chaco paraguayo. Las investigaciones de Wetzel transcurren entre 1971 y 1974 y se dan a conocer en 1975 en un artículo publicado en la revista Science titulado: Catagonus an “extinct” peccary, alive in Paraguay (Science: Vol 189. Pag: 379 - 381).
Catagonus wagneri fue declarado monumento natural provincial por la provincia del Chaco en Argentina, por ley n.º 4306 de 6 de junio de 1996.